# Словенска-Волова
Словенска-Волова (словац. Slovenská Volová) — село и одноимённая община в районе Гуменне Прешовского края Словакии. В письменных источниках начинает упоминаться с 1451 года.

## География
Село расположено в юго-восточной части края, в пределах Ондавской возвышенности, в долине реки Ондавицы, при автодороге 3826. Абсолютная высота — 166 метров над уровнем моря. Площадь муниципалитета составляет 8,66 км².

## Население
| Год:                | 1994 | 2004     | 2014    | 2024    |
| ------------------- | ---- | -------- | ------- | ------- |
| Количество человек: | 433  | 493      | 541     | 581     |
| Разница:            |      | +13,85 % | +9,73 % | +7,39 % |

По данным последней официальной переписи 2011 года, численность населения Словенска-Воловы составляла 521 человек.
Национальный состав населения (по данным переписи населения 2011 года):
| Национальность | Численность, человек |
| -------------- | -------------------- |
| словаки        | 451                  |
| цыгане         | 58                   |
| чехи           | 3                    |
| русины         | 2                    |
| не указана     | 3                    |